# Mormonská stezka
Mormonská stezka, celým názvem v angličtině Mormon Pioneer National Historic Trail, je jedna z více než třiceti pěších dálkových Národních turistických stezek ve Spojených státech amerických. Má délku 2 100 kilometrů a vede z města Nauvoo v Illinois, přes další tři státy: Iowa, Nebraska a Wyoming do Salt Lake City v Utahu. Historická stezka vede po původní trase, kterou v letech 1846-1847 putovalo pronásledované náboženské společenství Mormonů. Cíl trasy, Great Salt Lake Valley, byl ve své době mimo území Spojených států.